# Оук (Небраска)
Оук (англ. Oak) — селище (англ. village) в США, в окрузі Наколлс штату Небраска. Населення — 54 особи (2020).

## Географія
Оук розташований за координатами 40°14′17″ пн. ш. 97°54′13″ зх. д. / 40.23806° пн. ш. 97.90361° зх. д. (40.238155, -97.903649).  За даними Бюро перепису населення США в 2010 році селище мало площу 0,39 км², уся площа — суходіл.

## Демографія
Згідно з переписом 2010 року, у селищі мешкало 66 осіб у 30 домогосподарствах у складі 15 родин. Густота населення становила 168 осіб/км².  Було 38 помешкань (97/км²).
Расовий склад населення:
| - 98,5 % — білих |

До двох чи більше рас належало 1,5 %. Частка іспаномовних становила 1,5 % від усіх жителів.
За віковим діапазоном населення розподілялося таким чином: 25,8 % — особи молодші 18 років, 66,6 % — особи у віці 18—64 років, 7,6 % — особи у віці 65 років та старші. Медіана віку мешканця становила 33,5 року. На 100 осіб жіночої статі у селищі припадало 120,0 чоловіків;  на 100 жінок у віці від 18 років та старших — 145,0 чоловіків також старших 18 років.
Середній дохід на одне домашнє господарство  становив 35 043 долари США (медіана — 31 667), а середній дохід на одну сім'ю — 38 375 доларів (медіана — 32 000). 
Цивільне працевлаштоване населення становило 19 осіб. Основні галузі зайнятості: виробництво — 31,6 %, транспорт — 26,3 %, роздрібна торгівля — 15,8 %, сільське господарство, лісництво, риболовля — 15,8 %.